# Leucochloridium melospizae
Leucochloridium melospizae är en plattmaskart. Leucochloridium melospizae ingår i släktet Leucochloridium och familjen Leucochloridiidae. Inga underarter finns listade i Catalogue of Life.